# Frogmore House
Frogmore House est un manoir du XVIIe siècle (résidence royale britannique) se trouvant au centre de la propriété de Frogmore, au milieu de jardins magnifiques, à environ un kilomètre au sud du château de Windsor dans le Home Park dans le comté britannique du Berkshire. Cet édifice est classé Grade I.

## Les premiers occupants
Le bâtiment originel du site était un corps de ferme connu sous le nom de Gwynn's Farm puis de Frogmore Farm. 
La Couronne britannique la louait à la famille Gwynn puis à leurs descendants les Aldworths. L'actuelle Frogmore House fut bâtie entre 1680 et 1684 pour Anne Aldworth et son époux, Thomas May (homme politique conservateur du Sussex), par l'architecte du Roi Charles II et l'oncle de Thomas, Hugh May. Les Aldworths y sont restés encore quelques années avant de s'installer dans la maison voisine Little Frogmore (lit. Petite Frogmore). Frogmore House était alors connu sous le nom de Great Frogmore (lit. Grande Frogmore) et avait de nombreux locataires dont George FitzRoy et Edward Walpole, père de Maria Walpole, duchesse de Gloucester et d’Édimbourg (épouse du prince William Henry de Grande-Bretagne et belle-sœur du roi George III).

## Les résidents royaux
En 1790, la reine Charlotte, désirant une retraite à la campagne pour elle-même et ses filles non mariées, a loué Little Frogmore. Deux ans plus tard, elle acheta la grande Frogmore et la plus petite demeure fut démolie. James Wyatt fut alors chargé d'agrandir et de moderniser Frogmore House. À sa mort en 1818, Frogmore House fut transmise à sa fille aînée, la princesse Augusta-Sophie du Royaume-Uni. Après le décès en 1840 de la princesse, la reine Victoria la céda à sa mère la duchesse de Kent. La duchesse y décéda en 1861. 
De 1866 à 1873, le manoir fut la résidence de la princesse Helena (3e fille de la reine Victoria) et de son époux le prince Christian de Schleswig-Holstein. Depuis lors, la famille royale a occupé le manoir par intermittence. En 1900, le futur comte Mountbatten de Birmanie y naquit. De 1902 à 1910, le futur roi George V et la reine Mary y résidèrent fréquemment. De 1925 jusqu'à sa mort en 1953, la reine Mary y rassembla et y disposa les souvenirs de la famille royale, réalisant ainsi une espèce de musée privé.
De 2019 à 2020, Frogmore Cottage, une résidence plus modeste située sur le domaine, devient la résidence officielle du prince Henry de Sussex et de Meghan Markle, après rénovation.

## Le manoir
Pendant les années 1980, la demeure a subi une restauration de grande envergure, mettant au jour des fresques murales peintes au début du XVIIIe siècle par Louis Laguerre. En 1988, il était prévu que les nouveaux mariés le duc et la duchesse d'York devaient emménager à Frogmore House, mais le couple en décida autrement. Le manoir fut ouvert au public en 1990. Il est ouvert pour les week-ends fériés de mai et août et d'août à fin septembre pour les groupes de voyageurs. 
Frogmore House possède 18 chambres, et de nombreuses pièces ont gardé leur décoration des XVIIIe et XIXe siècles, comme par exemple le salon de la duchesse de Kent, une chambre signée Mary Moser, la Cross Gallery, et une salle à manger signée Wyatt.
Les jardins de 33 acres, qui sont ouverts au public quand le manoir l'est, accueillent le Royal Mausoleum ou mausolée royal (tombeau de la reine Victoria et du prince Albert) ainsi que le Duchess of Kent's Mausoleum ou le mausolée de la duchesse de Kent, ainsi qu'une « ruine » de style gothique et la « Maison du thé » de la reine Victoria.